# Virghil Gheorghiu
Constantin Virgil Gheorghiu, (13. září 1916 v rumunském Valea Albă (oblast Moldávie) – 2. června 1992 ve Francii), byl rumunský diplomat, duchovní ortodoxní církve a francouzsky píšící spisovatel.

## Stručný životopis
Otec Virgila Gheorghiu byl stejně jako jeho předkové knězem rumunské ortodoxní církve v Petricani. Virghil měl pokračovat v rodinné tradici, ale rodina neměla peníze na jeho studia v semináři. Roku 1936 začal Gheorghiu se svou skutečnou literární činnosti v Bukurešti, kde také studoval na filosofické fakultě. Roku 1939 se oženil s Ecaterinou Burbeovou. Za svou prvotinu, sbírku básní "Kaligrafie na sněhu" získal královskou cenu za poezii.
Roku 1943 se stal rumunským kulturním atašé na ambasádě v Zagrebu, kde byl rok poté (po kapitulaci Rumunska před Rudou armádou) zajat jako nepřítel komunistů a Sovětského svazu. Osvobozen byl až r. 1947, kdy spolu se svou manželkou skončil v Heidelbergu, kde začal studovat na teologické fakultě.
Tam také psal své nejslavnější dílo, vyšlé po jeho přechodu do Francie ve francouzštině díky podpoře slavného francouzského filosofa a literáta Gabriela Marcela. Kniha "La vingt-cinquième heure" (Dvacátápátá hodina) vyšla ve francouzštině roku 1949 a postupně ve všech světových jazycích, roku 1967 byla režisérem Henri Verneuilem zfilmována s Anthony Quinnem v hlavní roli. Roku 1963 byl Vighil Gheorghiu vysvěcen na kněze rumunské ortodoxní církve v Paříži. Svá další díla napsal ve francouzštině.

## Přehled hlavních děl
Díla Virghila Gheorghiu zatím nebyla přeložena do češtiny.
- La Vingt-cinquième Heure (Pětadvacátá hodina, 1949)
- La seconde chance (Druhá příležitost, 1952)
- L'homme qui voyagea seul (Člověk, který cestoval sám, 1954
- Le Peuple des Immortels (Lid nesmrtelných, 1955)
- Les Sacrifiés du Danube (Dunajské oběti, 1957)
- Saint Jean Bouche d'Or (Jan Zlatoústý, 1957)
- Les Mendiants de miracles (Žebráci zázraků, 1958)
- La Cravache (Karabáč, 1960)
- Perahim (1961)
- La Maison de Petrodava (Dům v Petrodavě, 1961)
- La Vie de Mahomet (Život Mohamedův, 1963)
- Les Immortels d' Agapia (Nesmrtelní z Agapie, 1964)
- La jeunesse du Docteur Luther (Mládí doktora Luthera, 1965)
- De la 25e Heure à l'Heure éternelle (Od pětadvacáté k věčné hodině, 1965)
- Le Meurtre de Kyralessa (Vražda Kyralessy, 1966)
- La Tunique de Peau (Kožená sukně, 1966)
- La Condottiera (Kondotiérka, 1967)
- Pourquoi m'a-t-on appelé Virgil?" (Proč mi říkali Virgil? 1968)
- La vie du Patriarche Athénagoras (Život patriarchy Athenagorase, 1969)
- L'espionne (Špionka, 1973)
- Dieu ne reçoit que le dimanche (Bůh dostává jen neděli, 1975)
- Les inconnus de Heidelberg (Neznámí z Heidelbergu, 1977)
- Le grand exterminateur" (Veliký hubič, 1978)
- Les amazones du Danube (Dunajské= Amazonky, 1978)
- Dieu à Paris (Bůh v Paříži, 1980)
- Mémoires: Le témoin de la vingt-cinquième heure (Paměti: svědek pětadvacáté hodiny, 1986)